# Hypocacculus perparvulus
Hypocacculus perparvulus är en skalbaggsart som först beskrevs av Desbordes 1916.  Hypocacculus perparvulus ingår i släktet Hypocacculus och familjen stumpbaggar. Inga underarter finns listade i Catalogue of Life.